# Tschewengur
Tschewengur  (Originaltitel russisch Чевенгур) ist eine Powest (Episodenroman) von Andrei Platonow über den Versuch des Aufbaus der kommunistischen Gesellschaft in der Sowjetunion mit dem Untertitel Die Wanderung mit offenem Herzen. Geschrieben 1926/27 unter dem Titel Die Erbauer des Landes, erschien der erste, relativ unspektakuläre Teil als selbstständige Erzählung 1929. Bereits 1928 waren  weitere Episoden in zwei Zeitschriften erschienen. Die vollständige Fassung des Buches wurde 1928 fertiggestellt und ging 1929 in den Satz, durfte jedoch nicht erscheinen. Ausschlaggebend dafür war auch die Ablehnung durch Maxim Gorki, der das Buch inakzeptabel fand, da die Helden nicht als Revolutionäre, sondern als komische Käuze dargestellt würden. 1972 kam der Roman in gekürzter Fassung im Pariser Emigrantenverlag YMCA Press heraus. Erst 1988 – fast vier Jahrzehnte nach dem Tod des Autors – durfte er in der Sowjetunion erscheinen. Die erste deutsche Ausgabe folgte im Verlag Volk und Welt 1990.

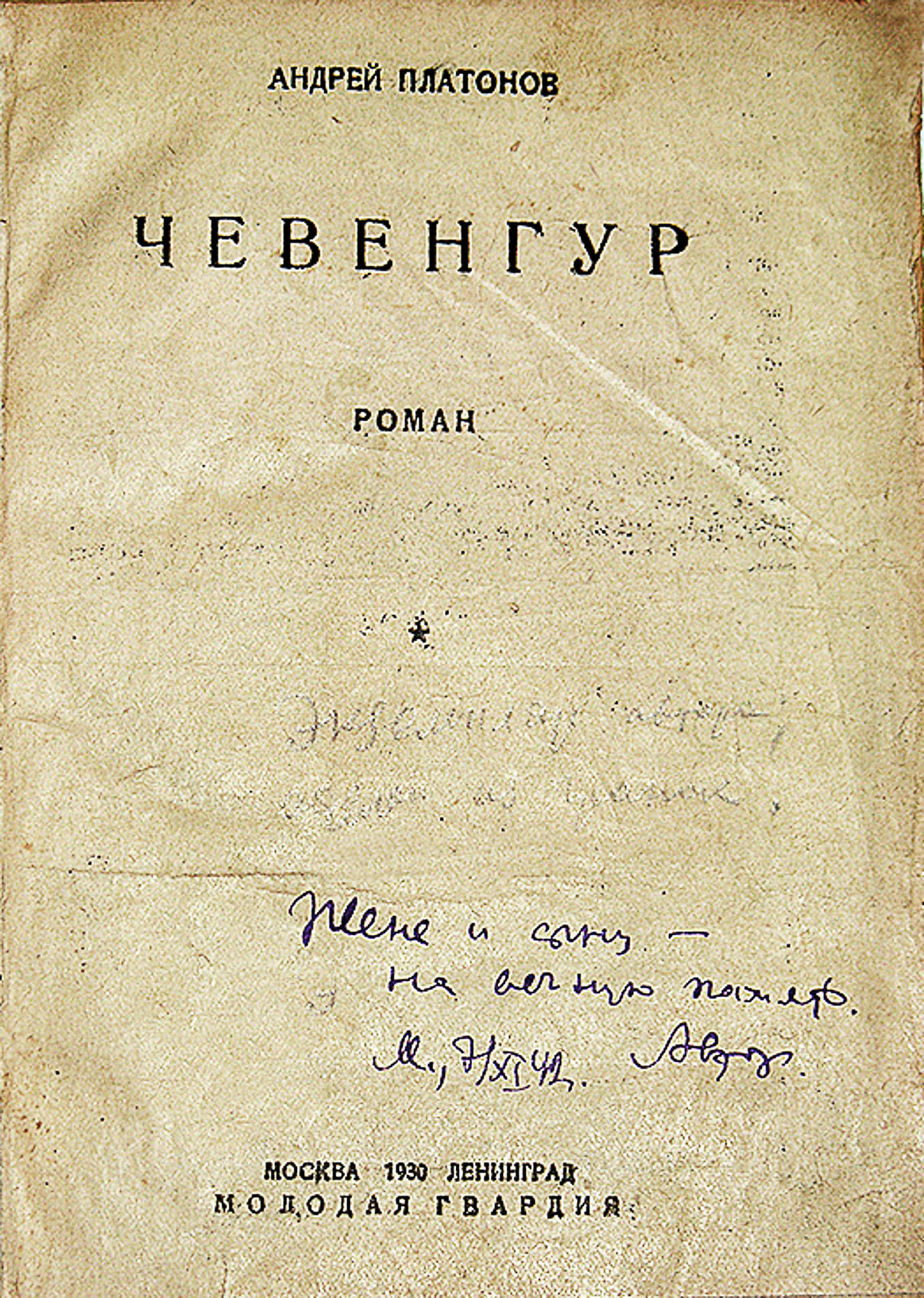
Satzfahnen des Romans (1930)

## Inhalt
Die Handlungs des Romans ist überwiegend in der Zeit des Russischen Bürgerkriegs in der südrussischen Steppe bei Woronesch angesiedelt. Der Roman beginnt jedoch mit der Schilderung der im Zarenreich periodisch wiederkehrenden Hungersnöte, die die Menschen entwurzeln und sie zur Arbeit in die Kohlegruben, zum Leben in Erdhütten, zum Betteln auf die Landstraße oder zur Kräutersuche in die Wälder treiben. Ein Einsiedler ist „nicht besessen vom Leben“, er macht stattdessen „nichts“, eine alte Frau „heilt“ die verschmachtenden Säuglinge vom Hunger durch einen giftigen Pilzaufguss, wodurch sie „friedlich und still“ (9) werden, und Friedhofskreuze werden als Brennholz benutzt. Damit ist gleich zu Beginn des Romans ein Grundton von Fatalismus, Müdigkeit und Vergeblichkeit der menschlichen Bemühungen gesetzt. Der Mensch kann klug, tapfer oder böse sein, aber „er ist vor allem traurig“ (68). Während aber die Menschen hungern, „fahren die Züge nach Fahrplan“ (61). Die Maschinenwelt funktioniert mit Exaktheit und Geschwindigkeit. Die „gleichmäßig tätige“, unveränderliche Natur zeigt hingegen, dass sich „nichts zum Besseren wenden würde“ (53).
Der Held des Romans, eine Figur, mit der sich der Autor offenbar identifiziert, ist Alexander (Sascha) Dwanow. Er ist der Sohn eines Fischers, der sich aus Neugier auf den Tod in den See gestürzt hatte, und wird von dem armen Bauern Prochor Dwanow und seiner Frau angenommen, aber zum Betteln geschickt. Obwohl er mit Brot zurückkehrt, hält ihn sein rational und utilitaristisch denkender Stiefbruder Prokofi (Proschka), der „jeden Bissen zählte“ und nur für einen Rubel bereit ist, seinen Pflegebruder zu suchen (40), für einen überflüssigen Esser und quält ihn. 
Hier wird eine neue Person eingeführt: Sachar Pawlowitsch, ein Bekannter von Saschas Vater, ist ein erkenntnishungriger Mechaniker; er liebt die Arbeit und ehrt sie; die Natur (auch die menschliche) weckt in ihm jedoch keine Anteilnahme. Nach einer desillusionierenden Begegnung mit Proschka verliert er den Glauben daran, dass Maschinen hilfreich sind. Sein Interesse für seine Projekte erlischt immer wieder rasch, und darunter leidet schließlich die Qualität seiner Arbeit. Angesichts der Revolution wird er zunehmend skeptisch gegenüber dem Verstand: Wenn „die klügsten Männer an der Macht Dienst hätten, […] sei nichts Gutes zu erwarten“ (76). Er nimmt Sascha bei sich auf. Der lässt sich von der Resignation seines Pflegevaters nicht anstecken und wird Schlosserlehrling in einer Lokomotivwerkstatt. Er zeigt Mitgefühl für alles und jeden und ist so fähig, das Fremde „mit der Empfänglichkeit seines eigenen Lebens“ (75) zu erspüren. Er tritt in die Kommunistische Partei ein, während sein Pflegevater Sachar zunehmend an der Welt leidet. Dass die Revolution kein Selbstläufer sein wird, ist jedoch bald deutlich: Die Parteibürokraten fürchten die „Unwissenheit der Massen“, die nur „Scherereien“ verursachen (79).
Sascha wird in den Bürgerkrieg abkommandiert. Durch Zufall wird er Assistent des Lokführers auf einem bewaffneten Zug der Roten Armee, ist beteiligt am Kampf gegen die Kosaken und die „Weißen“ und kehrt schließlich zu Sachar zurück. Da sich der Aufbau des Sozialismus immer weiter verzögert, beschließt die Partei, ihn aufs Land zu schicken, um sich ein Bild über das „sich abzeichnende eigenständige Heranwachsen des Sozialismus innerhalb der Massen“ (106) zu verschaffen, und zwar in der Hoffnung, dass allein schon die Armut die unwissende Bevölkerung dazu genötigt habe, sich zusammenzutun und den Kommunismus ohne Unterstützung durch ihre „Selbsttätigkeit“ aufzubauen – eine Anspielung auf Lenins Genossenschaftskonzept.
Sascha Dwanow, eigentlich ein Menschenfreund, ist gütig, verzeihend, aber naiv. Bei ihm „denkt das Blut im Kopf“ (277). Er will Bedeutendes schaffen, trifft aber in der wasserarmen Steppe nur auf umherirrende Arme und Sonderlinge. Er überlebt einen Angriff anarchistischer Banditen, die nach dem Bürgerkrieg Lebensmittel stehlen und Dörfer plündern, wird verwundet, man lässt ihn aber am Leben, weil er ein Buch kennt, das der Anführer der Bande geschrieben hat. Saschas Gefährtin Sonja Mandrowa, die er gerade erst kennen gelernt hatte und die in einer Schule und als Krankenschwester arbeitet, wartet inzwischen auf ein Lebenszeichen von ihm. Da erscheint eines Tages Stepan Kopjonkin, der Kommandant einer bolschewistischen Truppe, der die Bande „anarchistischer Hühnerdiebe“ zerschlagen hat, und bringt Sascha zu ihr. Kopjonkin, eine überzeichnete Nachbildung Don Quijotes, will auf seinem Ross Revolutionäre Kraft Heldentaten im Namen der von ihm verehrten toten Rosa Luxemburg vollbringen und ist auf der Suche nach ihrem Grab. Ihre Rolle entspricht jener der fiktiven Dulcinea del Toboso, in deren Namen Don Quijote seine Taten vollbringt, ohne dass sie je von seiner Existenz erfährt. Kropotkin bedient sich eines skurril verfremdeten Politsprechs, wie er sich auf zeitgenössischen Plakaten findet: „Der sowjetische Verkehr ist das Gleis für die Lokomotive der Geschichte.“ (133) Seelische Zweifel hält er für Verrat an der Revolution. Er tötet Weißgardisten und Banditen mit „demselben alltäglichen sorgfältigen Eifer, mit dem ein Weib Hirse ausjätet“ (181).
Die Revolution funktioniert indes längst ohne zentrale Leitung, sie hat sich verselbstständigt: Die Menschen bewegen sich „ohne Kompass“ von Ort zu Ort, und wo sie sich versammeln, finden sich sofort Führer. Diese wissen zwar nichts, geben aber über die katastrophale Situation Auskunft. Sie richten durch übereilte Eingriffe in die dörfliche Wirtschaft, deren Zeuge Sascha wird, etwa durch die zwangsweise Verteilung des Viehs an Arme, die kein Futter für die Tiere haben, oder durch unsinnige Abholzungsbefehle wirtschaftlichen und ökologischen Schaden an. Sie beginnen „sehr früh zu handeln, ohne viel verstanden zu haben“ (168). Ihre lauteren Absichten enden in Barbarei.
Die Handlung erfährt in der zweiten Hälfte des Buches eine utopische oder besser dystopische Wende, als die Protagonisten von der Stadt Tschewengur hören, dass sich der Kommunismus dort angeblich von selbst verwirklicht hat. In Tschewengur versuchten elf dürftig gebildete, aber chiliastisch gestimmte Kommunisten versucht, ein kommunistisches Reich jenseits der Geschichte aufzubauen. In ihren Dialogen und Handlungen spiegeln sich die verschiedenen Parteiströmungen der Bürgerkriegs- und Nachbürgerkriegszeit, die ihre ideologischen Konflikte untereinander austragen. Deutlich wird der Konflikt zwischen dem alten dörflichen Genossenschaftsgedanken (Artel), dem die meisten Bewohner anhängen, die sich mit der Religion trösten, um „über den Höllengrund des Kommunismus […] mit der vollen Würde der Geduld und Hoffnung“ zu gehen (324), und den Anhängern der kommunistischen Utopie; beide sind durch endzeitliche Erlösungshoffnungen verbunden (264). Diese führen jedoch zu einem Fatalismus, der an die Müdigkeit der Zarenzeit erinnert: Die Menschen in Tschewengur warten entweder auf den Kommunismus oder auf die Wiederkunft des Herrn. Niemand tut etwas, aber jeder hat zumindest Brot und Tee. Der Kommunismus wird vorgestellt als „Beendigung der zwieträchtigen menschlichen Betriebsamkeit, die von der tödlichen Notwendigkeit zu essen herrührte“, während man glaubt, dass allein die Sonne „am Wachsen der Nahrung“ (320) arbeitet. Dieser Attentismus stört einige Bolschewiken, hinter denen man Trotzki mit seiner Theorie der permanenten Revolution vermuten darf: Der Kommunismus müsse „die ununterbrochene Bewegung der Menschen in die Ferne der Erde“ sein (293). Dagegen steht die (erst 1926, also lange nach dem Bürgerkrieg, aber schon während Platonows Arbeit am Buch verkündete) Lehre Stalins vom Aufbau des Sozialismus in einem Land, die auch von Prokofi vertreten wird.
Aber „das Gros der Bourgeoisie war nicht dauerhaft fest gestampft“ in seinen Gräbern (294), es überlebte auch in Tschewengur. Prokofi, inzwischen Vorstand des Kreisexekutivkomitees, entscheidet, diese Burshuis nicht einfach auszurotten, „das müsse man theoretischer machen“; man solle sie „durch Enteignung in schmerzloser Weise“ ins jenseitige Leben befördern (296 f.). Er überträgt die „dunkle Kompliziertheit der Gouvernementspapiere […] mit dem Lächeln der Wollust“ (298) auf den Kreis. Die Burshuis werden von den Tschekisten unter ihrem Vorsitzenden Pijussja (Feliks Dzierżyński?) grausam ermordet. Die „restlichen Klassen“, die "Halbburshui" (Kleinbürger), werden zum Tode verurteilt, aber begnadigt und in die Steppe geschickt (317). Die Gräuel reden sich die Bolschewiken schön durch die Vorstellung vom „künftigen Frieden der durch Leiden erneuerten Erde“ (324), wenn sich die Toten erheben werden.
In Tschewengur treffen sich nach und nach auch die Hauptakteure aus dem ersten Teil des Buches: Sascha Dwanow, Kopjonkin, und Saschas Bruder Prokofi mit seinem „ökonomischen Verstand“ werden Zeuge der Liquidierung der Bourgeoisie durch die elf Tschewengurer Bolschewiken, die den baldigen Triumph des Kommunismus und damit das Ende der Geschichte erwarten. Danach gibt es jedoch niemanden mehr, der in Tschewengur arbeitet: Die Felder werden nicht mehr bestellt, das Proletariat isst Brennnesseln und lebt auf einem Kurgan, einem prähistorischen Grabhügel. Dann gibt es noch die „Übrigen“, also entwurzelte Landlose, sie werden „Vaterlose“ oder einfach als „niemand“ (368) bezeichnet – so denken die Bolschewiken „über fremdes Leben nach“ (386).
Sie fragen sich auch, ob die Naturgesetze auch noch im Kommunismus gelten – ungewiss ist, ob es wieder „Winter geben werde“ (392), ob sie also Vorräte anlegen müssen. Vielmehr nehmen sie an, dass nach dem Ende des Kapitalismus allein die Sonne dem Kommunismus Lebenskraft gibt, auch wenn niemand mehr arbeitet. Die Arbeit sei „von den Ausbeutern erfunden“ worden, damit diese eine „unnormale Mehrzulage“ (370) bekommen – die Marxsche Kategorie des Mehrwerts wird hier in die sozialistische Bürokratensprache transformiert, die Marxsche Logik dabei auf den Kopf gestellt.
Die Liquidierung der Burshuis erscheint unvollständig, denn später im Text wird deutlich, dass sie die Häuser, die Kleidung und die Nahrung angeeignet haben – eine Anspielung auf die Neue Ökonomische Politik (NEP), die mehr Markt zuließ und von 1921 bis 1928 politische Leitlinie blieb. Die Bolschewiken in Tschewengur wollen jedoch der Ausbreitung des Privathandels (gefördert durch die NEP) etwas entgegensetzen und eine Genossenschaft gründen (379). Das führt zu einer unkoordinierten Mangelwirtschaft und geht nicht ohne Improvisation und Zweckentfremdung hochwertiger Technologien ab: So wird mit einer Kolbenpumpe in deren trockenem Zylinder Feuer entfacht. Man arbeitet genossenschaftlich „füreinander“ und produziert nutzlose Gegenstände aus gefundenem oder zweckentfremdetem Material, z. B. eine hölzerne pferdegetriebene Steinschleuder, um Feinde abzuwehren.
Chaos und Hunger nehmen zu. Man lebt von „vorjährigen Fruchtresten“ und hat keinen „körperliche(n) Überschuss zur Vermehrung“ mehr (424). Die Menschen reißen „die kaum erblühten Pflanzen aus und bestellen den Boden mit den niederen Gräsern der Bürokratie“ (469), die sie „ohne die Qual der Arbeit“ (471) ernähren. Kopjonkin kann unter diesen Bedingungen eine Entwicklung hin zum Kommunismus nicht erkennen. Er beginnt zu zweifeln, als ein Kind an Hunger stirbt, und löst das Revolutionskomitee auf. Auch Sascha findet den Kommunismus in Tschewengur nicht verwirklicht und fragt sich, ob man die Idee nicht opfern müsse, weil die „Wahrheit“ (also der Kommunismus) „sowieso nur kurz und erst am Ende leben wird“ (431). Er kritisiert Prokofi, der den Kommunismus den Massen nur „hin und wieder […] in kleinen Portionen bewilligen will“ (432). Prokofi argumentiert nämlich, man dürfe dem Proletariat nicht alles gleichzeitig geben; besser sei es, „das Glück nach und nach (zu) verteilen“ (433). Die Ursache des Elends bestehe darin, dass das Proletariat „schwermütig“ ist und sich nach Einzelhöfen und Familiengründung sehnt (431). Bedingt durch seine frühe Armutserfahrung strebt er das vor allem für sich selbst an.
Er will nach der genossenschaftlichen Anarchie eine straffe Organisation etablieren und träumt sich an deren Spitze: „dort denkt nie mehr als ein Mensch, die anderen leben unbelastet und folgen dem einen Ersten“ (434); „ein Verstand ist gut, ein zweiter überflüssig“ (511). Sascha prophezeit Prokofi, er werde mit dieser Politik allein und abgesondert sein: „du wirst der Unglücklichste sein, es wird dir Angst machen“ (434).
Der Hunger der Revolutionäre nach Frauen – es gibt noch welche mit „vollkommen unbeschädigte(r) weibliche(r) Seele“ (467) – steht für den Wunsch nach Privatsphäre und dem „kleinen Glück“. Das will Prokofi organisieren und denkt dabei zuerst an sich. Er sucht künftige Gattinnen für die Bolschewiken in der Steppe und bringt sie „in Marschordnung“ nach Tschewengur (503). Die verwaisten Frauen tauschen ihre ausgehungerten Körper gegen Nahrung, aber eigentlich suchen sie Väter oder Brüder. Die Bolschewiken errichten Prokofi dafür ein Denkmal aus Lehm. Sascha zweifelt an seiner jetzigen Lebensform. Prokofi beschließt hingegen, die gesamte Stadt als sein Eigentum zu übernehmen, und inventarisiert sie.
Ein Inspektor aus Moskau, Simon Serbinow, kommt nach Tschewengur und ist irritiert über das, was er sieht. Er berichtet, die Stadt sei „wahrscheinlich von einer unbekannten kleinen Völkerschaft eingenommen worden oder von umherziehenden Landstreichern“ (500), und schickt einen der Bolschewiken mit dem Brief nach Moskau. Serbinow, der zwölfte Bolschewik, trägt Petrus’ Namen, ist aber ein Judas. Sein zynischer Bericht an die Partei über die Verarmung der Stadt bedeutet offenbar ihr Ende, denn sie wird bald darauf von marodierenden Kosaken überfallen. Viele Bolschewiken, darunter auch Kopjonkin, kommen ums Leben. Sascha flieht mit Kopjonkins Pferd in sein Heimatdorf zu dem See, an dem er einst geangelt und in den sich sein Vater gestürzt hat. Das Pferd findet mit Sachar Pawlowitsch allein nach Tschewengur zurück. Die Stadt ist ausgestorben und verödet, nur Prokofi ist noch dort und weint, wie Sascha vorausgesagt hat. Sachar fragt ihn, ob er ihm wieder einen Rubel geben soll, damit er Sascha holt. Prokofi antwortet: „Ich hol ihn für umsonst.“(535)

## Hintergrund

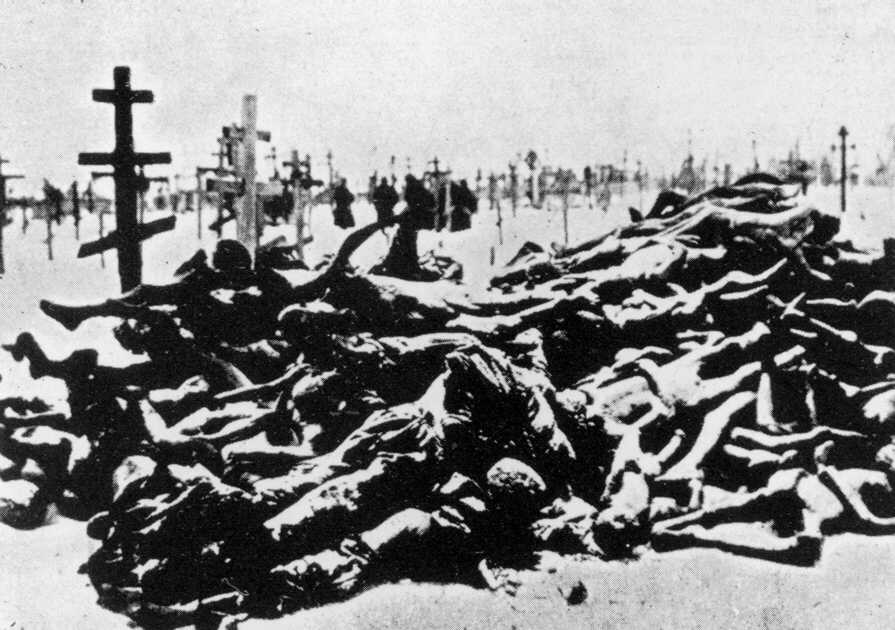
Opfer der Hungersnot in Busuluk bei Saratow

Nach dem Bürgerkrieg, an dem Platonow auf Seiten der Roten Armee teilgenommen hatte, berichtete er in Zeitungen über die Hungersnot an der Wolga. Er verlor 1921 seinen Kandidatenstatus der Partei, da er die Parteikasse für die von der Hungersnot Betroffenen öffnen wollte, bekleidete aber seit 1922 wichtige Funktionen beim Aufbau der Bewässerungs- und Elektrizitätsinfrastruktur im Gouvernement Woronesch und wurde auch hier mit der Armut auf dem Lande konfrontiert. Die Figur Saschas trägt autobiografische Züge: Beide waren bei Ausbruch der Oktoberrevolution achtzehn Jahre alt, kämpften als Soldaten im Bürgerkrieg und waren als Bewässerungsingenieure im Gebiet von Woronesch tätig.
Weniger beeinflusst durch den Marxismus als durch utopische Ideen des Kosmismus und durch Alexander Bogdanow, einen Organisator des Proletkults und Katastrophentheoretiker, erkannte Platonow bald das Ausmaß der Natur- und Gesellschaftszerstörung als Folge der Revolution. 1926 wurde sein Gesuch um Aufnahme in die Kommunistische Partei erneut abgelehnt. Er wurde ins Gouvernement Tambow entsandt, um dort Agrarprojekte durchzuführen, was einer Degradierung gleichkam. Nach seiner Übersiedlung nach Moskau, die mit ersten schriftstellerischen Erfolgen des radikalen literarischen Autodidakten verbunden war, ging er 1927 nach Tambow zurück. In diesem Jahr entstand eine frühe Fassung des ersten Teils des Romans, der im Frühsommer 1928 seine endgültige Form erhielt. Eine Veröffentlichung betrachtete Gorki als chancenlos, wogegen Platonow erfolglos Einspruch erhob. Im gleichen Jahr kritisierte Stalin seine satirische Erzählung Makar im Zweifel. In den folgenden Jahren steigerte sich die Hetze gegen Platonow wegen seiner teils satirischen Arbeiten, in denen er die Berechtigung der ruinösen Formen der Zwangskollektivierung der Landwirtschaft in Zweifel zog. Das verhinderte seine literarische Produktion für längere Zeit.
Platonows Roman spielt sowohl auf reale Ereignisse als auch auf parteiinterne ideologische Auseinandersetzung an, die in der frühen Zeit der Herrschaft Stalins erbittert ausgetragen wurden. Die Steppe, in der Platonow Bewässerungsprojekte durchführte, spielt eine wichtige Rolle in mehreren seiner Werke. Lange nach der Revolution kam es noch zu Bauernrevolten der freiheitsliebenden Steppenbewohner, die in sog. Banditenaufstände der herumschweifenden entwurzelten Menschen mündeten. Die Revolution machte viele aus ökonomischen Gründen zu Heimatlosen. Der freie, aber besitz- und obdachlose Wanderer oder Pilger, der strannik, war eine Massenerscheinung. 1928 wurde das bis dahin aus zwölf Kreisen bestehende Gouvernement Woronesch in hundert neue Kreise (Rajons) aufgeteilt, um die dünn besiedelte, aber fruchtbare Steppe mit einem administrativen Netz zu überziehen. Jeder Rajon hatte ein Exekutivkomitee und einen Bevollmächtigten. Diese späteren Ereignisse finden offenbar auch Eingang in den Roman, der erst 1928/29 fertiggestellt wurde. Golowanow vermutet hinter der fiktiven Stadt Tschewengur den Rajon Rossosch in der heutigen Oblast Woronesch als Schauplatz des Romans.

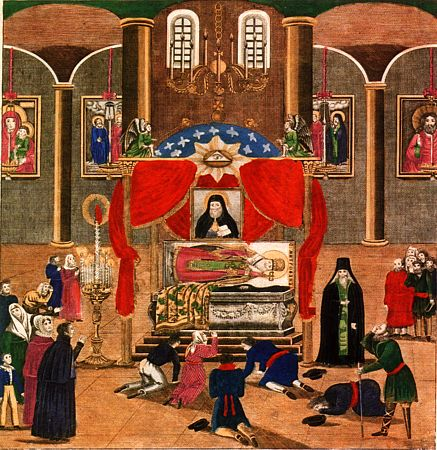
Die feierliche Öffnung des Reliquienschreins des Bischofs Mitrofan in Woronesch 1832

Beeinflusst zeigt sich Platonow auch von den Bräuchen der religiösen Bruderschaften, auf deren Bedeutung für den revolutionären Prozess in Russland bereits 1907 Karl Kautsky im Vorwort zur russischen Übersetzung seiner Studie Vorläufer des neueren Sozialismus hingewiesen hatte. Platonow kannte aus seiner Kindheit die Wallfahrten der chiliastischen Gottsucher zum Kloster des Hl. Mitrofan (Mitrophan) von Woronesch (1623–1703), aber auch die ziellos die Steppe durchwandernden Sektierer, die ihm später wie Erlösung suchende Bolschewiken vorkamen.

## Aufbau und Sprache
Der Aufbau des Romans ist nicht kausal-linear, sondern lässt sich als lockere Folge von (nicht immer ganz stimmig) chronologisch geordneten Episoden beschreiben (Powest), wobei alles mit allem in einem dichten Beziehungsgeflecht zusammenhängt. Aus Skizzen montiert, ergibt sich eine „mäandrierende Erzählung“ über den Versuch halbgebildeter Arbeiter und Bauern, eine kommunistische Utopie in der Steppe aufzubauen, gewissermaßen eine „heilige Geschichte“ oder eine Parabel. Der unbeteiligt wirkende (heterodiegetische) Erzähler lässt sich weitgehend auf die beschränkte Denkweise seiner Figuren ein, er „weilt gewissermaßen in ihnen“, ohne ihre Handlungsweise rational zu begründen, aber auch ohne sie zu kritisieren. Sie werden auf ihren oft nicht nachvollziehbaren Wegen von Kräften geleitet, die sie selbst nicht benennen können.
Platonow verwendet sprechende Namen. Dwanow (russisch dwa, zwei) verweist auf die beiden Stiefbrüder. Manche Namen lassen Assoziationen zu historischen Figuren erkennen: Kopjonkin ist wohl in Anlehnung an Pjotr Alexejewitsch Kropotkin, den Theoretiker des Anarchismus, aber auch an Potjomkin konzipiert, den exzentrischen Organisator, der im Auftrag der Zarin Katharina handelte (steht sie für Rosa Luxemburg?) und dessen Ziel die Entwicklung der fruchtbaren Schwarzerdesteppe war. Hinter der Figur des Prokofi verbirgt sich ein lokaler Adept des intelligenten, aber kaltblütigen ehemaligen Priesterschülers Stalin. Prokofi ist ein in Georgien häufiger Vorname und eine Gestalt aus Tolstois Krieg und Frieden, ein „riesiger Hajduk“. Sein Namenspatron ist der Heilige Prokop von Ustjug, ein exzentrischer Narr in Christo. Auch andere Woronescher Kommunisten stehen für die Linie bestimmter Parteiführer, was für den heutigen Leser nur noch schwer zu erkennen ist. Der Name der Stadt Tschewengur ist möglicherweise von der Abkürzung Tsche-Tsche-O(blast), „Zentrales Schwarzerdegebiet“ abgeleitet.
Platonow verwendet eine mündliche Sprache mit vielen alten und ungewöhnlichen Bedeutungen, die den Parteijargon deformiert und die Sprecher als kindlich-naiv erscheinen lässt. Er hat sie den Woronescher Kommunisten abgelauscht; es ist eine Sprache der „Halbgescheiten“, also von Menschen, die erst durch die sowjetische Propaganda alphabetisiert wurden. Platonow schafft eine neue Sprache, so wie die Revolutionäre eine neue Welt erschaffen wollten. Die Sprache benennt nicht nur, sie erschafft die Realität oder löscht sie aus. Wer z. B. als Kulak bezeichnet wird, ist schon deshalb des Todes. So wird ein papierloser Deserteur als „Unfertig“ registriert und versehentlich unter „Hornvieh“ geführt; erst seine Eintragung bekräftigt „dauerhaft seine Existenz“ (163).
Allgemeines steht bei Platonow oft für Konkretes, das Ganze für das Teil und umgekehrt („er aß den Körper eines Huhns“, 140; „das Fleisch und Blut der nichtarbeitenden Elemente“, 266; eine Frau wird „Rohstoff der gemeinsamen Freude“ genannt, 332). Bei der Beschreibung der teils christlich, teils kommunistisch geprägten Kommune von Tschewengur wechselt die Sprache: Auffällig ist nun die Vermischung von Sakralem und Profanem: der „Gottesstaat des täglichen Wohlstands und der Gemeinschaft“ (260), „größere Ereignisse“ wie „die Sommerhitze, die Stürme und die Wiederkunft Gott des Herrn“ (262), „lautes Vorlesen für Pilger und Sympathisieren mit der Sowjetmacht“ (263 f.). Das sind Indizien einer Sakralisierung der Revolution. Doch werden dabei Ziele und Mittel vertauscht wie in der Redewendung vom „nützlichen Ziel des Lebens“ (258). Die Realisierung der Utopie, wonach sich die Zukunft der „Menschheitsnachkommen“ auf fernen „heimlichen“ Sternen abspielt (176), wird räumlich (und zeitlich) ins Unendliche verlegt; sie wird damit als Ziel unerkennbar und sinnlos.
Weitere Stilmittel sind Pleonasmen wie „verlustreiche Unkosten“ (261) und quasi Rabelaissche Übertreibungen: das Pferd frisst „den achten Teil eines Jungwaldes“ (141), was auf den kargen Bewuchs der Steppe deutet. Besonders häufig sind Paradoxien wie „sachliche Liebe“ (261) oder Seele als „Hauptberuf“. Sie verweisen auf die immanenten Paradoxien der Revolution: Menschen „wirtschafteten ohne Nutzen auf dem Hof herum, zeigten damit … ihre Bereitschaft zu beliebigem Eifer“ (147). Das Wirtschaften kontrastiert also mit Nutzlosigkeit, Beliebigkeit mit Eifer; beides zeugt von leerer Betriebsamkeit. Oder es erfolgt eine „revolutionäre Aufteilung des Viehs ohne jede Wegnahme“ (162) mit der Verteilung der besten Tiere an die Ärmsten, die aber kein Futter für sie haben. Die „Organisation erwachte auf [...] Geheiß“ (365), der „Neumond nahm zu und niemand bemerkte ihn“ (410). Weil das Leben der Bauern zu kompliziert geworden ist, fordert Kopjonkin, „müssen sie besser komplizieren“, indem sie permanent Vollversammlungen abhalten, „damit die laufenden Ereignisse nicht unnütz und unbemerkt davonlaufen“ (174 f.). Kopjonkin hält es für einfacher, den wenigen Gebildeten das Lesen und Schreiben abzugewöhnen als die Massen zu alphabetisieren. Die wenigen Stellen Russlands, an denen Kultur existiert, müssten ausgejätet werden, damit ein „leerer fruchtbarer Platz“ (179) zurückbleibt – Empfehlungen also, wie sie ein umherschweifender Till Eulenspiegel abgegeben haben könnte, die aber auch an die Radikalität der chinesischen Kulturrevolution erinnern.
Biblisch-apokalyptische und revolutionäre-bolschewistische Sprache mischen sich auf groteske Weise (z. B. S. 324). Manche Dialoge muten surrealistisch an (123 f.). Wissenschaftsjargon, Parteifloskeln und Poesie kommen in einer Sprache zusammen, die „so hochfliegend und so beschädigt, so wunderbar und so verkrüppelt ist wie die Welt, von der sie berichtet“. Die Neuübersetzung soll die Musikalität der Sprache deutlicher zum Ausdruck bringen. Doch bricht sich der quasireligiöse Überschwang, die „Erlösungsfolklore“, immer wieder an der sachlichen Sprache.
Auch das komplizierte Verhältnis von Natur, Mensch und Technik wird in der Sprache reflektiert. Sätze wie: die „Liebe zur Frau und die Vermehrung durch sie“ sei „eine fremde und natürliche Sache gewesen, keine menschliche und kommunistische“ (343), implizieren die weitgehende Entfremdung des Menschen von der Natur. Gleichzeitig wird die Natur subjektiviert. Aus Schuhen wachsen Bäume, die Fensterläden langweilen sich, das Getreide wächst auf Hausdächern, während die Felder verdorren. Die Sterne „verrichteten ihre bewachende Arbeit“ (140), die Kinder prasseln „in gleichmäßigem Strom“ nieder wie Regen, Sand, Staub und Schnee (39). Günther verweist auf großartige Naturschilderungen der weiten leeren Steppe, in denen ein bestimmtes Raumgefühl zum Ausdruck kommt: Der Horizont ist unendlich weit entfernt und erscheint unveränderlich, die Grenzen zwischen Mensch und Natur verschwimmen. Aber auch Mensch und Technik verschmelzen: Menschen wie Sachar lieben Maschinen oder haben Mitgefühl mit ihnen. Die Lokomotive ist das Symbol der neuen Welt, sie spricht aber nur zu Menschen, die sie verstehen. Mal verheißt sie ihnen eine bessere Zukunft; dann wieder ist sie erschöpft, man kann ihr nicht helfen. Man sieht die „arbeitsfreudige Mühe der Maschine“, aber ist besorgt bei der „Besichtigung des beunruhigenden Geräuschs“ (446).
Eine wichtige Rolle im Roman spielt die Sonne als Quelle des Lebens. Tatsächlich setzte sich Platonow schon 1922 für die Nutzung der Solarkraft ein. Landmaschinen „helfen“ der Sonne nur, das Getreide zu erzeugen. Die Revolution will die „Arbeit“ der Sonne ersetzen. Dagegen steht die Metapher vom „Abend“ der Revolution: Der Mond ersetzt die Sonne, der Herbst folgt auf den Sommer, und apokalyptische Bilder zeigen, dass das erwartete Ende der Geschichte Stagnation und Schwermut sein wird (440).

## Interpretation
Tschewengur lässt sich als „Seelenzustand“, als eine Allegorie auf den russischen Geist allgemein und zugleich als eine Apokalypse der Revolution interpretieren. Die asketische Grundhaltung der meisten Protagonisten entspricht den Vorstellungen der russischen anarchistischen und religiösen Sektierer. Menschen begegnen sich nicht als Liebende, sondern als Brüder und Schwestern, oder sie verehren (wie im Marienkult) Rosa Luxemburg.
Sexuelle Enthaltsamkeit proklamierte auch der christliche Philosoph Nikolai Fjodorow., der in Platonows Weltbild eine wichtige Rolle spielt. Tschewengur kann nicht nur als Revolutionsgroteske oder Dystopie, sondern als Entwurf eines umfassenden philosophischen Konzepts gedeutet werden: die Idee der Überwindung des Todes durch eine „Liturgie des Brüderschaffens“, in der die Stadt als Labor und Gotteshaus dient und das Weltall als Wohnstätte der Auferstandenen. Zugleich verkörpert diese brüderliche Gemeinde jedoch „archetypisch“ den revolutionären Wahns, die Bürokratie und die Gewohnheit, Gewalt als Mittel zur Lösung politischer Probleme einzusetzen. Die Illusion der Schaffung eines neuen Menschen wird dabei persifliert: Ein alter Schlosser sagt „Eine Schraube kriegst du Schweinehund nicht hin, aber einen Menschen, das geht im Nu“ (69), und die Lehrer wollen aus „stinkendem Teig […] süßen Kuchen“ machen (101). Die Technik- und Wissenschaftsgläubigkeit der nachrevolutionären Periode wird auf surrealistische Weise ad absurdum geführt. Wegen des Pferdemangels infolge des Bürgerkriegs sollen Windmaschinen die Pflüge ziehen, und da sich (laut Relativitätstheorie) die Schwerkraft bei individueller Bewegung verringern soll, nimmt man an, dass die in der Not herumwandernden Menschen die Bewegung suchen, um ihr Körpergewicht zu verringern oder die Schwere der Volksseele zu lindern. Viele Szenen muten surrealistisch an, etwa wenn die Tschewengurer ab und zu ihre Häuser verschieben, um Gleichheit herzustellen. Voller Hybris wischt man nicht nur den praktischen Menschenverstand, sondern auch alle theoretischen Einsichten hinweg: Karl Marx „hat geschrieben und geschrieben […] aber wir haben alles gemacht und erst hinterher gelesen – da hätte er gar nicht erst zu schreiben brauchen!“ (319) Es handelt sich um eine Zeit, in der manche Eltern ihren Töchtern den Namen „Terror“ gaben.
Wie in anderen Romanen Platonows spielt die Erde, insbesondere der Ackerboden, eine wichtige Rolle. Sie ist das mütterliche Prinzip, die Gebärerin. Aber die Dimension des Raumes hat noch eine andere Bedeutung. Die Entfernung Tschewengurs von den Schaltstellen der Revolution bewirkt, dass die Idee der Revolution bei den ungebildeten Massen auf dem Lande in verstümmelter Form ankommt: als religiös überhöhte Hoffnung auf ein brüderliche Zukunft ohne Arbeit oder als Aufforderung, die Besitzenden grausam zu vertreiben und sich ihren Besitz anzueignen. Folgt man den Theorien Juri Michailowitsch Lotmans über das Verhältnis von Literatur und Raum, so ist Tschewengur ein Text, der vor allem durch ein Raummodell und nicht durch den Zeitstrahl organisiert ist, wobei die räumlichen Vektoren von Petersburg wegstreben: „Als Antipetersburg ist Tschewengur eine apokryphe Schrift über eine von bolschewistischer Theorie unbeleckte finstere Steppenrevolution; ein Buch über das Armenparadies, den Versuch derer, die da geistlich arm sind, in das verheißene Himmelreich zu gelangen“.
Als Gegenbild zum Kollektiv dient die staatliche Bürokratie, das Organisationsnetz des Rajons, vertreten durch Prokofi, Saschas Stiefbruder. Doch die Vorgänge in Tschewengur sind weit weg vom Entscheidungszentrum Petersburg, das nie direkt in den Blick kommt. Die dort Herrschenden bleiben anonym, ihre Aktivitäten verlaufen sich irgendwo in der Unendlichkeit der Steppe. Die Dimension des Raumes, seine Grenzen bzw. Grenzenlosigkeit strukturiert die Handlung. Alfred Sproede sieht darin eine Analogie zur Hybris der Welteroberungsphantasien Alexander des Großen, so wie sie sich vor allem in den zentralasiatischen Alexander-Legenden erhalten haben.
Die religiöse Metaphorik des Romans verweist auf die Unbestimmtheit der Suche nach dem Reich Gottes auf Erden. Tschewengur schildert das Scheitern der im russischen Volk verankerten Utopie eines anarchischen, auf Armut und Brüderlichkeit basierenden Kommunismus, die Lenin in ein Genossenschaftskonzept transformiert hat: Nach Beendigung des Klassenkampfes, so Lenin in seiner Schrift „Über die Genossenschaft“ (O kooperazii, 1923) werde der spontane genossenschaftliche Zusammenschluss sein Ziel erreichen. Als diese Hoffnung auf Freiwilligkeit platzt, beendet Stalin das Experiment durch seine zwangsweise Kollektivierungs- und Industrialisierungspolitik.

## Rezeption
Der Roman gilt als das wichtigste Werk Platonows neben dem Roman Die Baugrube, der 1930 ebenfalls nicht gedruckt werden durfte. Seine Rezeption sowohl in der Sowjetunion und Russland als auch im Westen wird jedoch erschwert dadurch, dass Platonow weder ein Dissident noch nur ein Gesellschaftskritiker oder Satiriker ist.
Frédérique Leichter-Flack verglich Platonow und insbesondere sein Werk Tschewengur schon 1941 mit Kafka und Céline. Karahasan nennt Kafka und Platonow „Mythograph(en)“ im Sinne Claude Lévi-Strauss’. Info Schulze stellt Bezüge zu Gogol, Dostojewski und Daniil Charms her. Rainer Grübel sieht ihn zwischen Mythologie und Neuer Sachlichkeit. Joseph Brodsky war Platonow der „erste Surrealist der Literatur“. Für Mario Bandi ist Tschewengur der „seltsamste russische Roman des 20. Jahrhunderts“ Pier Paolo Pasolini pries Tschewengur als Wegbereiter des Neorealismus und zählt den Roman zum Besten, was die russische Literatur hervorgebracht hat. Dževad Karahasan urteilt: „In meiner Leseerfahrung gibt es nichts Vergleichbares“ und vergleicht den Roman mit einem Mythos im Sinne von Claude Lévi-Strauss. Hans Günther sieht Parallelen zu Hölderlin, dessen Werk wie das Platonows durch eine Revolution und deren negative Folgen geprägt sei. Beide Autoren hätten dem revolutionären Ziel jedoch nie ganz entsagt, sie hätten sich von Enthusiasten zu Melancholikern gewandelt.

## Deutschsprachige Ausgaben
- Tschewengur. Die Wanderung mit offenem Herzen. Übers. von Renate Landa auf Basis der russ. Ausgabe Moskau 1988. Bd. 5 der Werkausgabe Andrej Platonows, hg. und mit einem Nachwort von Lola Debüser. Verlag Volk und Welt, Berlin 1990.
- Tschewengur. Die Wanderung mit offenem Herzen.  Revidierte Übers. von Renate Reschke (früher Landa), abgeglichen mit der russ. revidierten Ausgabe 2011. Nachwort von Hans Günther. Mit einem dialogischen Essay von Dževad Karahasan und Ingo Schulze. Suhrkamp Verlag, Berlin 2018.

## Bühnenfassungen
- Tschewengur. Regie Sebastian Baumgarten. Maxim Gorki Theater 2021
- Tschewengur. Regie Frank Castorf. Staatstheater Stuttgart 2015[44]